# ShawnDre' Jones
ShawnDre' Jones (Houston, Texas, 18 de noviembre de 1994) es un baloncestista estadounidense que actualmente se encuentra sin equipo. Con 1,83 metros de estatura, juega en la posición de base.

## Trayectoria deportiva

### Universidad
Jugó cuatro temporadas con los Spiders de la Universidad de Richmond, en las que promedió 12,3 puntos, 1,6 rebotes y 2,8 asistencias por partido. En 2015 fue elegido como mejor sexto hombre de la Atlantic-10 Conference, mientras que en 2017 fue incluido en el tercer mejor quinteto de la conferencia.

### Profesional
Tras no ser elegido en el Draft de la NBA de 2017, firmó su primer contrato profesional en el mes de agosto con el Aries Trikala de la A1 Ethniki griega. Allí disputó 16 partidos, en los que promedió 12 puntos y 3,4 asistencias.
En octubre de 2018 fue elegido en la séptima posición de la segunda ronda del Draft de la NBA G League por los Canton Charge, quienes lo cortaron antes del comienzo de la competición. El 12 de diciembre fue readmitido.
[actualizar]